# Lamina nucleare
La làmina nucleare è una rete di fibre associata alla membrana nucleare interna, e funge, assieme alla matrice nucleare, da impalcatura interna per sorreggere il nucleo cellulare e mantenerne la forma stabile nel tempo, con funzione analoga rispetto a quella del citoscheletro per la membrana cellulare.
È composta da filamenti intermedi nucleari, a loro volta formati da lamina. Essa si attacca alla cisterna perinucleare attraverso delle proteine integrali.
La làmina nucleare funge da aggancio per la cromatina, in particolare per l'eterocromatina, situata nelle regioni più periferiche del nucleo.
Durante la prometafase della mitosi la cisterna perinucleare si disgrega, e ciò avviene grazie alla fosforilazione delle lamine costitutive della làmina nucleare.